# Maurice LaMarche
Maurice LaMarche (ur. 30 marca 1958 w Toronto) – kanadyjski aktor głosowy, rzadko występujący przed kamerami. Znany jest między innymi jako głos Inspektora Gadżeta w serialu Gadżet i Gadżetinis. Użyczał też głosu w serialu Rozczarowani.